# سیدی لعجال
سیدی لعجال (به عربی: سيدي لعجال) یک شهرداری در الجزایر است که در استان جلفه واقع شده‌است. سیدی لعجال ۱۱٬۷۷۶ نفر جمعیت دارد.